# ذو السلسلة المكتظة السروية
ذو السلسلة المكتظة السروية (الاسم العلمي: Athrotaxis cupressoides) وتعرف باسم الصنوبر القلمي، على الرغم من كونه نوعًا من فصيلة السروية، وليس عضوًا في فصيلة الصنوبر. وهي شجيرة منتصبة أو شجرة، هذا النوع يستوطن تسمانيا في أستراليا. يمكن أن تعيش لما يزيد عن 1000 عام، مع الحفاظ على معدل نمو بطيء جدًا يبلغ قطر نموها 12 مم سنويًا.